# Petar Svačić
Petar Snačić (ofte stavet forkert Petar Svačić) var en feudalherre, der var kendt for at være en af dem, der gjorde krav på den kroatiske trone mellem ca. 1093 og 1097. Det antages, at han begyndte som ban under kong Demetrius Zvonimir af Kroatien og derefter blev valgt til konge af de kroatiske feudalherrer i 1093. Petars magtsæde var baseret i Knin. Hans styre var præget af en kamp om kontrollen over landet med Coloman af Ungarn, som døde i slaget ved Gvozd-bjerget (en) i 1097.

## Baggrund
Tidlige forskere, især Franjo Rački, læste bogstavet "n" forkert som et "v", hvilket skabte en fejl, der er almindelig indtil i dag. Der har aldrig eksisteret en Svačić-familie, men der var Snačić-familien, som var en af de tolv adelige stammer i Kroatien, og en vis Petar Snačić er nævnt i Supetar Cartulary (tilføjelse fra det 14. århundrede) som kroatisk ban under kong Zvonimirs styre.

## Kampen om arvefølgen
Da han overtog tronen var der dybe spændinger i hele kongeriget. Hans forgænger, Stephen 2. (1089–1091) døde uden at efterlade sig en arving, hvilket udløste en stor politisk krise. Jelena eller Ilona, enke efter kong Dmitar Zvonimir (1074–1089) støttede sin bror, kong Ladislaus 1. af Ungarn, i at opnå arveretten til Kroatiens trone. Kroatien blev invaderet i 1091 af Ladislaus 1., som først mødte modstand, da han nåede frem til bjerget Gvozd, hvor han med succes førte krig mod den lokale adel. I mellemtiden støttede en del af Kroatiens dignitarer og gejstlige ikke Ladislaus' krav, og de valgte adelsmanden Petar til konge.
Kort efter hans hærs succes døde Ladislaus (1095) og efterlod sin nevø Coloman til at fortsætte kampagnen. I 1097 rejste Petar fra Knin for at møde Coloman i slaget, hvilket resulterede i Colomans sejr og Petars død. Ifølge Pacta conventa, hvis ægthed diskuteres, blev der efterfølgende indgået et historisk forlig, hvor kroaterne indvilligede i at anerkende Coloman som konge. Til gengæld lovede han at garantere Kroatiens selvstyre, og at respektere alle det kroatiske kongeriges rettigheder, love og privilegier. Petar var den sidste indfødte konge af Kroatien, og Kroatiens forening med Kongeriget Ungarn varede indtil 1918.